# Santa Cruz (eiland)
Santa Cruz (ook wel Isla Santa Cruz ) is na Isabela het op een na grootste eiland van de Galapagoseilanden met een oppervlakte van 986 km². Het hoogste punt op het eiland is 864 meter en het is een slapende vulkaan. De hoofdplaats van het eiland is Puerto Ayora, de grootste plaats van de Galapagos. De naam Santa Cruz is ontstaan ter ere van het kruis van Christus. De Engelse naam (Indefatigable) is afkomstig van het Engelse schip HMS Indefatigable.
Het is het belangrijkste eiland voor het toerisme. Op het eiland liggen drie plaatsen met toeristische voorzieningen zoals restaurants en er zijn 13 attractiepunten (visitor sites) en bovendien nog zes plaatsen waar duiktoerisme mogelijk is.
Even buiten Puerto Ayora ligt het Charles Darwin Research Station waar ecologisch onderzoek wordt uitgevoerd naar de bijzondere flora en fauna van de eilanden en waar voorlichting en onderwijs hierover wordt gegeven. Het instituut wordt jaarlijks bezocht door meer dan 100.000 bezoekers.

## Geologie
Santa Cruz bestaat uit een vulkaan waarvan de laatste uitbarsting naar schatting 1,5 miljoen jaar geleden gebeurde. Bij de uitbarsting van de vulkaan ontstonden twee grote kraters die de naam The Twins kregen, en die gevormd zijn uit de instorting van een magmakamer. Er is een grote lavatunnel met een lengte van ongeveer 2000 meter. Ongeveer 20 minuten van de hoofdstad is Tortuga Bay, waar je verschillende dieren kunt bezien zoals de reuzenschildpad Chelonoidis porteri,  zeeleguaan, de roodgekleurde krab Grapsus grapsus en de witpuntrifhaai. 

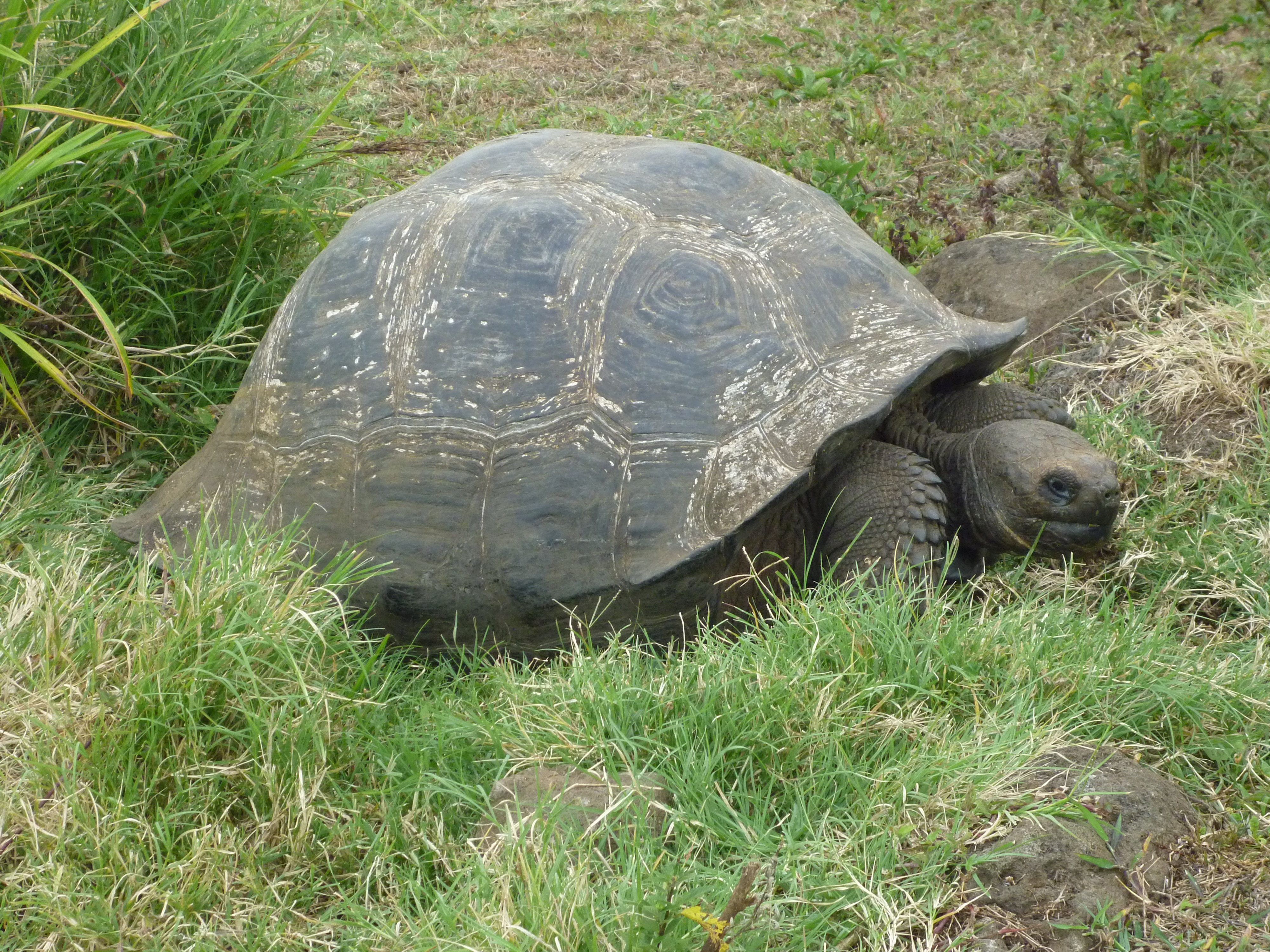
Chelonoidis porteri (Galapagos-reuzenschildpad) op het eiland Santa Cruz (Galapagos)
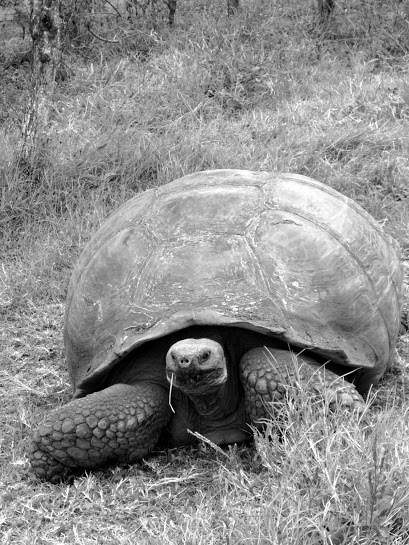
De galapagos-reuzenschildpad Chelonoidis porteri, is de grootste levende schildpad. Deze soort leeft op Santa Cruz.
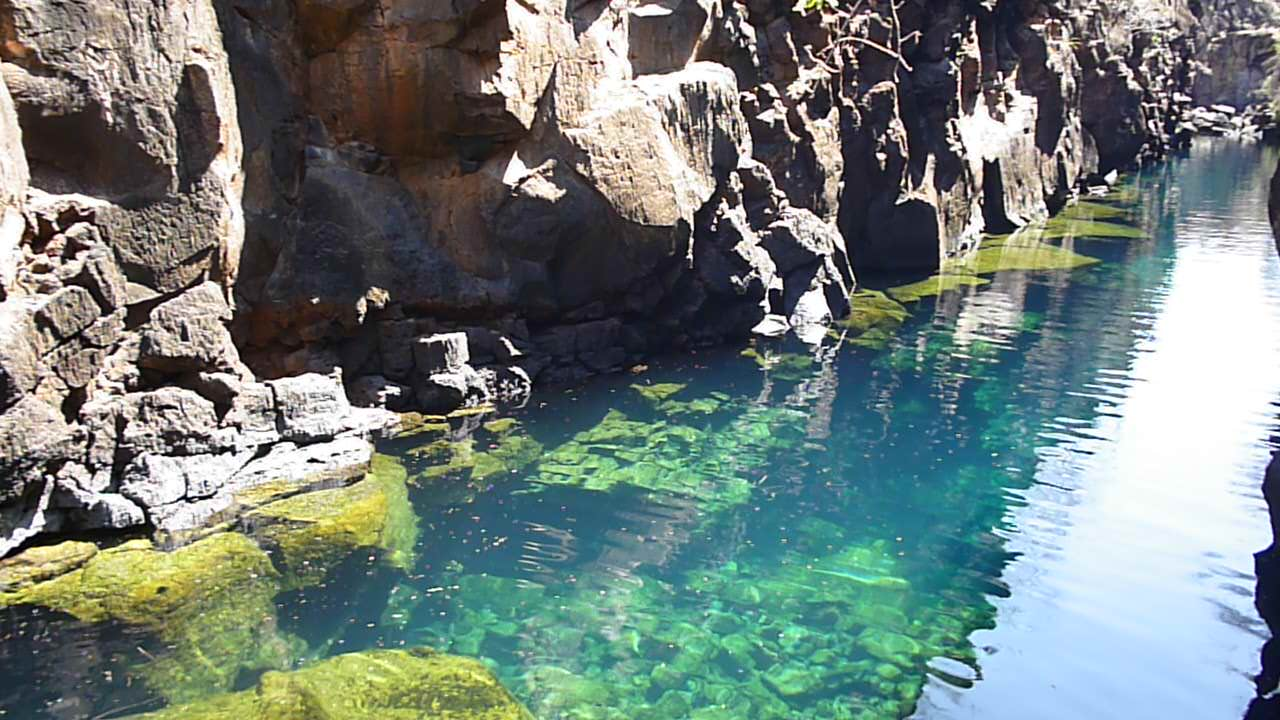
Een meer in Puerto Ayora.
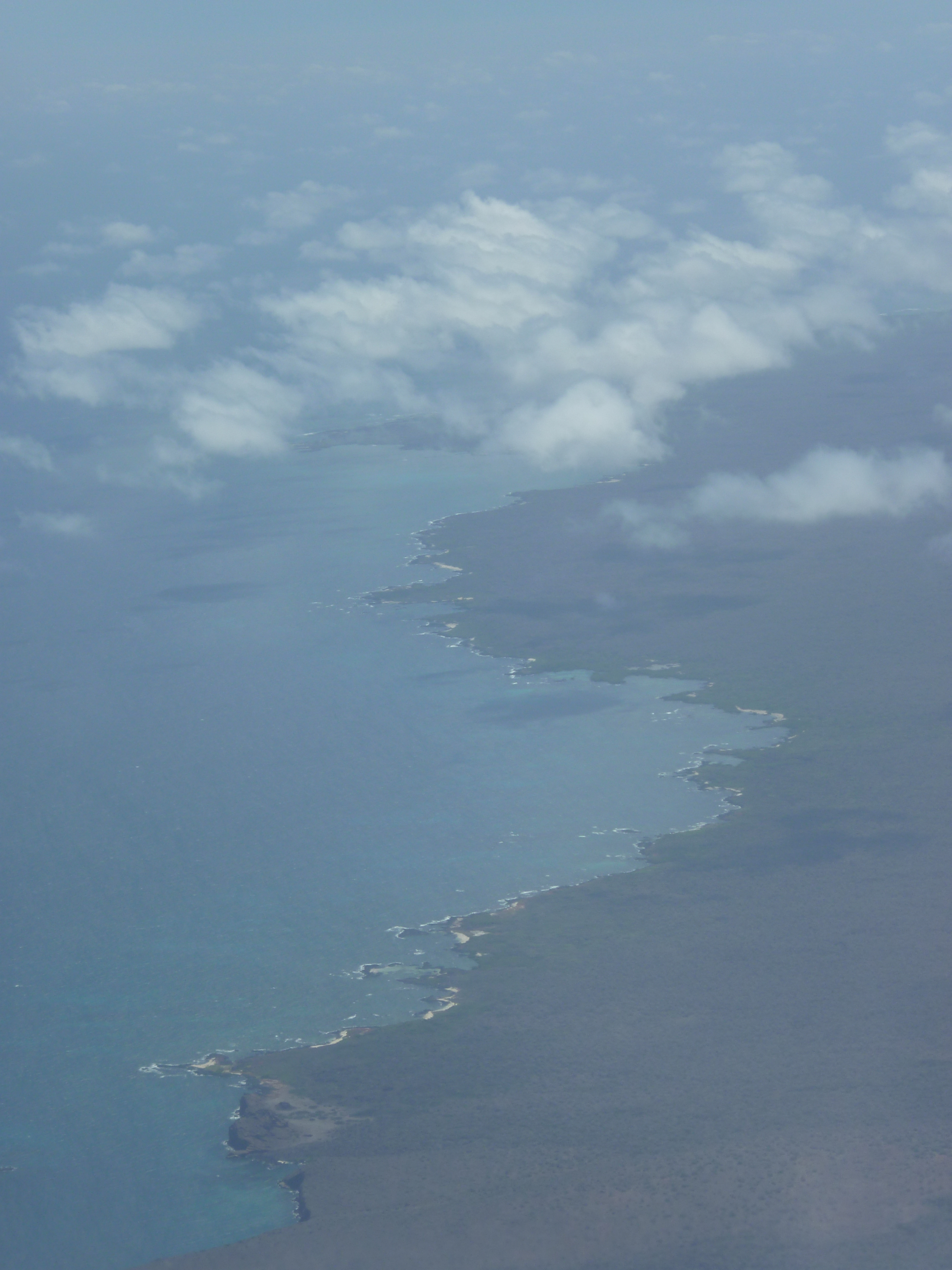
Luchtfoto van de kust van Santa Cruz